# Kristiane Konstantin-Hansen
Kristiane Konstantin-Hansen,  Christiane Constantin Hansen, (16 de septiembre de 1848-13 de julio de 1925) fue una tejedora, artista textil y minorista danesa que se especializó en bordado. Hija del célebre pintor Constantin Hansen, junto con la hija de otra figura de la Edad de Oro Danesa, abrió una tienda de bordado en el centro de Copenhague en 1873. El negocio demostró ser un gran éxito durante los siguientes 30 años, atrayendo personalidades, iglesias y escuelas, y recibiendo varios premios internacionales. Cerró en 1903 para permitir que Konstantin-Hansen y su colega Johanne Bindesbøll crearan grandes tapices para el castillo de Frederiksborg. Konstantin-Hansen también fue activa como feminista pionera.

## Biografía
Nació en Copenhague el 16 de septiembre de 1848, fue la hija mayor del célebre pintor danés Carl Christian Constantin Hansen (1804-1880) y su esposa Magdalene Barbara Købke (1825-1898). Se crio con sus ocho hermanos en una casa que refleja el interés de su padre por los muebles finos y las artes decorativas.Fue Georgia Skovgaard, esposa del pintor PC Skovgaard, quien le enseñó a bordar, pero desarrolló sus habilidades de dibujo en 1873 mientras viajaba con su padre a Roma, Nápoles y Pompeya, dibujando los monumentos clásicos.

Konstantin-Hansen practicó por primera vez el bordado en casa, y en 1873, junto con Johanne Bindesbøll, hija del arquitecto Thorvald Bindesbøll, abrió una tienda en Købmagergade en el centro de Copenhague. Durante varios años, se les unió la bordadora Anna Sarauw. Gracias al enfoque ordenado de Konstantin-Hansen y las habilidades de los artistas, el negocio funcionó con éxito durante 30 años completos. 

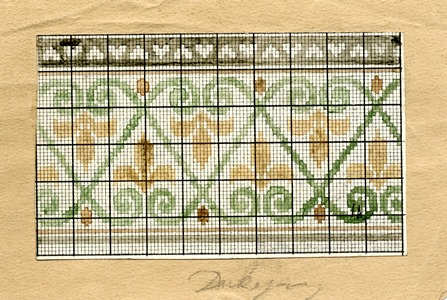
Patrón diseñado por Konstantin-Hansen y Johanne Bindesbøll

Georgia Skovgaard les había enseñado el bordado de flores silvestres, complementado con las hábiles representaciones de flora y fauna de Johanna Bindesbøll en los estilos clásico griego y romano. Muchos de sus patrones se basaron en la obra de arte de PC Skovgaard, Constantin Hansen y Thorvald Bindesbøll. Transfirieron sus diseños a patrones de punto de cruz de lana sobre lienzo que sus clientes podrían dominar fácilmente. Los propios artistas, sin embargo, produjeron una variedad de textiles decorados incluso con las técnicas de bordado más complejas. 
La empresa participó en varias exposiciones de arte internacionales, recibiendo premios en
- 1877 en la Exposición Industrial de Ámsterdam
- 1878 en la Exposición Mundial de París
- 1888 en la Exposición Nórdica de Copenhague.

Cuando cerró en 1903, la bordadora Clara Wæver adquirió la mayoría de los diseños y patrones, usándolos para realzar su propio trabajo y los productos que le ofrecía su negocio de bordado.

## Pionera feminista
Desde 1889, fue una de las primeras miembros del movimiento feminista en Dinamarca, convirtiéndose en miembro de la junta de la Sociedad de Mujeres Danesas hasta 1892 y de la rama de Copenhague hasta 1897. Además, Konstantin-Hansen fue una de las tres primeras miembros de la junta de la organización de mujeres Fru Rovsings Mindelegat en 1889.
Formó parte del comité especializado en capacitación laboral para mujeres. Particularmente interesada en alentar a las mujeres a valerse por sí mismas también luchó por el sufragio femenino. Creyendo que era importante para las mujeres vestirse adecuadamente para el trabajo, en 1890 propuso la creación de instalaciones para coser las llamadas prendas de reforma que hasta entonces habían sido importadas de Alemania. 
En 1893 Contribuyó a la selección de expositores daneses para la Feria Mundial de Chicago  y formó parte del comité detrás de la Exposición de Mujeres de Copenhague de 1895 . 
Kristiane Konstantin-Hansen murió en Copenhague el 13 de julio de 1925.